# Thomas Darcy (Adliger, † 1180)
Thomas Darcy (auch D’Arcy) († 1180) war ein anglonormannischer Adliger.
Thomas Darcy entstammte der Familie Darcy. Er war ein Sohn von Robert Darcy und vermutlich von dessen Frau Alice. Nach dem Tod seines Vaters vor 1160 erbte er die Besitzungen der Familie, deren Mittelpunkt Nocton in Lincolnshire war. Als Kronvasall besaß er 1166 knapp über zwanzig Knight’s fee in Lincolnshire. Vermutlich hielt er fünf weitere Knight’s fee als Lehen der Familie Percy. Wie sein Vater machte er Schenkungen zugunsten der Kirche, er bedachte Kirkstead Abbey und die vermutlich von seinem Vater gegründete Nocton Priory.
Darcy heiratete Aelina († 1182/3). Mit ihr hatte er mindestens einen Sohn, Thomas Darcy (1166/7–1206), der sein Erbe wurde.